# Interior. Leather Bar.
Interior. Leather Bar. è un film documentario del 2013 diretto da James Franco e Travis Mathews.

## Trama
Franco e Mathews interpretano se stessi, due registi impegnati in un progetto cinematografico che tenta di ricreare i 40 minuti di scene sessualmente esplicite tagliate dal controverso film del 1980 Cruising, che, a causa di varie scene esplicite il film trovò la censura della Motion Picture Association of America. Nel film Al Pacino interpretava un poliziotto sotto copertura che indagava su un serial killer che agiva nell'ambiente gay.
Il film tenta più che altro di raccontare il dietro le quinte di un film, analizzando vari aspetti di un progetto cinematografico, dal rapporto con gli attori, il conflitto tra libertà creativa e la censura, e la rappresentazione della cinematografia LGBT dopo la realizzazione di Cruising.

## Distribuzione
Il film documentario è stato presentato in anteprima al Sundance Film Festival il 19 gennaio 2013, e nel febbraio 2013 al Festival di Berlino.